# SATeLIT Televízió
A SATeLIT Televízió (vagy csak simán SATeLIT) egy Magyarországon sugárzott kereskedelmi televízióadó volt 2000-től 2002-ig

## Története
A csatorna tulajdonosát, a TV Egy Kulturális és Műsorszolgáltató Rt-t 2000 szeptemberében alapította hat magánszemély. A cég a csatornát eredetileg TV Egy néven akarta elindítani, később a SATeLIT név mellett döntöttek. A csatorna 2000. október 1-jén indította el kísérleti, november 1-jén pedig a hivatalos adását. A csatorna tulajdonképpen az MSat utódja volt, hiszen munkatársai és technikai felszereléseinek túlnyomó része az MSattól érkezett. A csatorna alapműködése 30-40 millió forintba került, a többi pénzt a tévét támogató befektetői csoport segítségével, valamint pályázatok útján finanszírozta a cég.  Indulásakor a csatorna szerződést kötött a Siemensszel, amit 2001 elején 2002-re meghosszabbítottak. 2002-ben a Siemens felmondta a megállapodást. 
Műsorából száműzték az öncélú erőszakot, az elrettentő durvaságot. Hírműsora, a Hírtükör reggeltől éjfélig óránként szerepelt a csatorna műsorán. Programjukat úgy készítették a családok számára, hogy azok szórakoztató jellegűek és gazdag információtartalmúak legyenek. Sok régi magyar filmet és számos magazinműsort műsorukra tűztek.
2002. november 28-án az Antenna Hungária megszüntette a csatorna továbbítását, így napokig a csatorna helyén egy monoszkóp volt látható. Az év december 1-jén az AH hivatalosan is felfüggesztette a csatorna működési engedélyét, mivel a csatorna tulajdonosa nem fizette ki a tartozásokat, valamint nem teljesítette a műholdas sugárzásról szóló szerződés egyes pontjait. A Fidesz megvásárolta volna a televíziót, de a 600 milliós ajánlatot kevésnek találták, akik állítólag 1,5 milliárd forintot szerettek volna kapni a televízióért.
2003. január 7-én megindult a csatorna tulajdonosának felszámolása, amely a 2000-es évek közepére ért véget.

## Műsorai

### Saját gyártású műsorok
| Műsor címe                             | Bemutató           | Megjegyzés                                                               |
| -------------------------------------- | ------------------ | ------------------------------------------------------------------------ |
| 7 vége                                 | 2000. november     | Programajánló                                                            |
| A csúcs                                | 2001. október 7.   | Zenés, szórakoztató magazin                                              |
| Adásvétel                              | 2001. október 18.  | A program színvonaláról és hangulatáról Fiala János gondoskodik          |
| Aeromagazin                            | 2001. december 20. | Repülős magazin. 2002-ben átvette a TV2                                  |
| A hír igaz!                            | 2000. november     | Bánki Árpád oknyomozó műsora                                             |
| A humor kandidátusai                   | 2001. december 15. |                                                                          |
| A mi szobánk – kötetlenül              | 2001. január 10.   |                                                                          |
| Autóközlekedés                         | 2002. június 25.   | A magyar Közúti Fuvarozók Egyesületének közlekedési magazinja            |
| Autórevü                               | 2001. április 12.  |                                                                          |
| Autószalon 2001                        | 2001. március 15.  | Autós magazin. A TV2 is sugározta                                        |
| Autó – Véd                             | 2002. június 12.   | Biztonságtechnikai tájékoztató riportfilm                                |
| Beszélőn – Börtöninterjúk              | 2001. október 11.  | Havas Henrik riportsorozatot készít Magyarország börtöneiben             |
| Blues café                             | 2001. október 7.   | Könnyűzene élőben                                                        |
| Borbatátok                             | 2001. október 6.   | In Vino e Veritas magazin                                                |
| Bruttó                                 | 2000.              | Gazdasági magazin                                                        |
| Csapó                                  | 2000.              | Filmajánló magazin                                                       |
| Csúcs 15                               | 2000. november     | Slágerlista                                                              |
| Divatkoktél                            | 2000.              | Divatmagazin                                                             |
| Egyébként                              | 2000.              | Talkshow                                                                 |
| Esti mérleg                            | 2000.              | Háttérműsor                                                              |
| Extrém sportok                         | 2002. május 13.    | Különleges sportok sportolók, teljesítmények összeállítása               |
| Fémforrás                              | 2001. június 21.   | Rockműsor                                                                |
| Fizet-Ő-Show                           | 2001. november 15. | "Show-t vagyenek!"                                                       |
| Fogjuk a hasunkat – vidám receptajánló | 2001.              | Nádas György műsora                                                      |
| Formatorna                             | 2001. október 8.   | Műsorvezető: Pesuth Rita                                                 |
| Gazdasági Kamera                       | 2002. június 11.   | Gazdasági félóra                                                         |
| Gigabyte                               | 2000.              | Számítógépes magazinműsor                                                |
| Gokartsport 2001                       | 2001.              | Magazinműsor                                                             |
| Hang-fal                               | 2000.              | Könnyűzenei magazin                                                      |
| Harmincötösök-hatvanötösök             | 2001. november     | Havas Henrik vidám, kedves talk-showja                                   |
| Házibuli                               | 2001. október 15.  | Exklúzív portrémagazin                                                   |
| Hírtükör                               | 2000.              | A SATeLIT Televízió hírműsora                                            |
| Hobbiláz                               | 2002. február 19.  | Kedvtelések magazinja                                                    |
| Hozam                                  | 2001. december 3.  | Napi gazdasági magazin                                                   |
| Ingatlanbefektetés                     | 2001. április 11.  |                                                                          |
| Internet mindenkinek                   | 2001. április 17.  | Számítógépes magazin                                                     |
| Juventus Road Show                     | 2001. július 22.   | Nyári rendezvénysorozat                                                  |
| Kék-tény                               | 2001. október 3.   | Bűnügyi magazin                                                          |
| Kerekasztal                            | 2002. június 18.   | Vitaműsor                                                                |
| Kertkultúra-magazin                    | 2001. július 14.   |                                                                          |
| Kívül-belül stílus                     | 2001. október 13.  | Divatmagazin                                                             |
| KK – Kultúrkoktél                      | 2002. január 17.   | Kulturális magazin                                                       |
| Kössön belém!                          | 2001. október 7.   | Havas Henrik műsora                                                      |
| Közvetlen ajánlat                      | 2001. április 9.   | Televíziós vásárlás                                                      |
| Lehel-percek                           | 2002. február 13.  | Riportfilmek                                                             |
| Lovas körkép                           | 2001. november 24. | Lovas magazin                                                            |
| Millió rózsaszál                       | 2002. június 14.   | Csongrádi Kata filmje sok zenével, tánccal, vidám jelenetekkel           |
| Mit szól hozzá?                        | 2000.              | Bárdos András élő talk-showja                                            |
| Mű-terem                               | 2000.              | Kulturális magazin                                                       |
| Nap mint nap – Főszerepben a zene      | 2000.              | Könnyűzenei klipek                                                       |
| Női öltöző                             | 2002. május 17.    | Bepillantást nyerhetünk a női élsportolók világába, öltözőjébe, titkaiba |
| Ormosi tanácsok                        | 2002. január 15.   | Orvosi és természetgyógyász magazin                                      |
| Pagoda                                 | 2000.              | Küzdősport, fitnesz, testépítés                                          |
| Pár-beszéd                             | 2001. június 25.   | Stúdióbeszélgetés                                                        |
| Pop-rock és táncdalfesztivál           | 2001. december 1.  |                                                                          |
| Ralimánia-magazin                      | 2002. május 2.     | Tudósítások és riportok a bajnokság legújabb futamairól                  |
| Reggeli mérleg                         | 2001. december 3.  |                                                                          |
| Rivalda                                | 2001. december 20. |                                                                          |
| Rúzs – sikerek, érzelmek, titkok       | 2002. február 24.  | Műsorvezető: Havas Henrik + három hölgy                                  |
| Sakk-matt                              | 2001. november 23. | Bayer Ilona telefonos politikai vitafóruma                               |
| SATeLIT-TESCO családi sportnapok       | 2001. július 6.    | Nyári rendezvénysorozat                                                  |
| Sportszárgyűlés                        | 2000.              |                                                                          |
| Stílusok                               | 2000.              | Tematikus klipműsor                                                      |
| Stopper                                | 2002. március 11.  | Interaktív információs magazin                                           |
| Szabad – Tér                           | 2001. november     | Ifjúság politikai fórum                                                  |
| Szem – szög                            | 2002. február 21.  | Közéleti magazin                                                         |
| Sziget-híradó                          | 2001. augusztus 2. | Tudósítás a Pepsi-szigetről                                              |
| Szív küldi                             | 2002. március 23.  | Csongrádi Kata zenés, interaktív műsora                                  |
| Tapsolj, táncolj, drukkolj!            | 2001. december 3.  |                                                                          |
| Törzsasztal                            | 2001.              | Borászati, gasztronómiai, vendéglátó-magazin                             |
| Trófea                                 | 2002. február 18.  | Vadászok, erdészek, természetvédők magazinja                             |
| Túl az óperencián                      | 2000.              | Esti mese                                                                |
| Ugye – bár                             | 2000.              | Várnai Iván élő talk-showja                                              |
| Valaki mondja meg!                     | 2001. április 28.  | Zenés történelemóra Cseke Lászlóval                                      |
| Vasárnap Endrei Judittal               | 2000.              | Családi szórakoztató magazinműsor                                        |
| Vekker – Ébresztő óra                  | 2002. február 18.  | Reggeli magazin                                                          |
| Vers                                   | 2000.              |                                                                          |
| Visszapillantó                         | 2000.              | Hírmagazin                                                               |
| Wobbler                                | 2001. október 31.  | Horgászmagazin. Műsorvezető: Reviczky Gábor                              |
| Zajlik az élet – ahogy önöknél otthon  | 2000.              | Élő szórakoztató és közérdekű magazin                                    |
| Zenei kaleidoszkóp – Zenészbutik       | 2002. április 13.  | Juhász Előd műsora                                                       |
| Zenészek klubja                        | 2001. október 17.  | Az élő zenemagazin                                                       |

### Saját gyártású sorozatok
| Sorozat címe       | Bemutató          | Megjegyzés                                                         |
| ------------------ | ----------------- | ------------------------------------------------------------------ |
| Angyali történetek | 2001. május 26.   | Magyar családi filmvígjáték-sorozat                                |
| Génjeink titkai    | 2001. március 29. | Dr. Czeizel Endre orvos-genetikus 12 részes sorozata               |
| Kontraszt          | 2001. február 19. | A dokumentumfilmsorozatban Horváth Zoltán izgalmas mai filmetűdjei |

## Korábbi vételi lehetőségek
- Műhold: AMOS 1 (Nyugati 4 fok) 11,308 GHz, horizontális polarizáció MPEG 2/DVB kódolatlan műsor SR: 19540 FEC: 3/4 VPID: 200 APID: 201 PCR: 200[8]

## Videók
- Satelit TV Hírtükör részlet – műsorvezető: Szebeni István
- SATeLIT főcím - egy arculati elem a műsorból
- SATeLIT TV 2001 - reklám szignál vége
- Satelit Televízió reklám, Híradó
- SATeLIT - reklámblokk + 2x Híradó 2001. november